# Steyr Motors GmbH
Steyr Motors GmbH, österrikisk dieselutvecklare och tillverkare.
Företaget har sitt ursprung i Steyr-Daimler-Puch och blev ett självständigt företag 2001.